# Hydrocotyle paludosa
Hydrocotyle paludosa är en växtart i släktet Hydrocotyle och familjen araliaväxter.
Arten förekommer i Queensland och New South Wales i Australien. Den beskrevs av Anthony R. Bean 2003.